# Nyamiroroma (periodiskt vattendrag i Mwaro)
Nyamiroroma är ett periodiskt vattendrag i Burundi.   Det ligger i provinsen Mwaro, i den centrala delen av landet, 50 km öster om huvudstaden Bujumbura.
Omgivningarna runt Nyamiroroma är en mosaik av jordbruksmark och naturlig växtlighet. Runt Nyamiroroma är det tätbefolkat, med 319 invånare per kvadratkilometer.